# Kanton Autun-Sud
Der Kanton Autun-Sud war bis 2015 ein französischer Wahlkreis im Arrondissement Autun im Département Saône-et-Loire und in der Region Burgund. Sein Hauptort war Autun. Vertreter im Generalrat des Départements war zuletzt von 1994 bis 2015 Rémy Rebeyrotte (DVG). 

## Gemeinden
Der Kanton bestand aus drei Gemeinden und einem Teil von Autun (angegeben ist hier die Gesamteinwohnerzahl, im Kanton lebten etwa 8.000 Einwohner):
| Gemeinde | Einwohner Jahr | Fläche km² | Bevölkerungsdichte | Code INSEE | Postleitzahl |
| -------- | -------------- | ---------- | ------------------ | ---------- | ------------ |
| Antully  | 826 (2013)     | –          | – Einw./km²        | 71010      | 71400        |
| Autun    | 13.863 (2013)  | –          | – Einw./km²        | 71014      | 71400        |
| Auxy     | 981 (2013)     | –          | – Einw./km²        | 71015      | 71400        |
| Curgy    | 1.094 (2013)   | –          | – Einw./km²        | 71162      | 71400        |